# La casa della 92ª strada
La casa della 92ª strada (The House on 92nd Street) è un film del 1945 diretto da Henry Hathaway e interpretato da William Eythe, Lloyd Nolan e Signe Hasso.
Il soggetto del film, per il quale Charles G. Booth vinse il premio Oscar nel 1946, è liberamente ispirato al Duquesne Spy Ring, il più grande caso di spionaggio nella storia degli Stati Uniti terminato nel 1941 con l'arresto da parte dell'FBI di 33 agenti tedeschi.

## Trama
Alla vigilia dell'ingresso degli Stati Uniti nella seconda guerra mondiale, gli agenti dell'FBI scoprono una cellula nazista che cerca di acquisire informazioni sul cosiddetto "Process 97", una parte fondamentale dello sviluppo della bomba atomica. L'ispettore George Briggs e la sua squadra devono scoprire come vengono divulgate le informazioni e l'identità di Mr. Christopher, nome in codice assegnato al capo della cellula nazista. A questo scopo cooptano lo studente universitario tedesco-americano William Dietrich, che anche i nazisti hanno cercato di reclutare e che si trova ad agire come doppiogiochista al soldo degli americani. I contatti tedeschi di Dietrich, guidati da Elsa Gebhardt, non si fidano completamente di lui e arrivano così vicini a scoprire il suo doppio gioco, mentre Briggs si avvicina all'identità di Mr. Christopher. Dietrich riuscirà infine a passare ai federali le informazioni segrete, permettendo di smantellare la rete di spie.

## Soggetto
(Prologo del film)
Nel 1941, il Duquesne Spy Ring portò all'arresto e alla condanna da parte dell'FBI di 33 spie tedesche impiegate in occupazioni chiave per ottenere informazioni finalizzate ad atti di sabotaggio. L'organizzazione era diretta dal capitano Fritz Joubert Duquesne, un sudafricano boero al servizio della Germania che nel film ha ispirato il personaggio del colonnello Hammershon, interpretato da Leo G. Carroll. William G. Sebold, agente doppiogiochista americano di origine tedesca e principale artefice dell'operazione, ha invece ispirato il personaggio di Bill Dietrich interpretato da William Eythe. Altri due membri dello "Spy Ring", la modella e socialite Lilly Barbara Carola Stein e Herman W. Lang, hanno ispirato i personaggi di Elsa Gebhardt e Charles Ogden Roper, interpretati rispettivamente da Signe Hasso e Gene Lockhart.

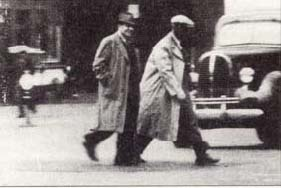
Il capitano Frederick "Fritz" Joubert Duquesne con l'agente doppiogiochista William G. Sebold

Nel film si cita il fittizio "Processo 97", una formula segreta «cruciale per lo sviluppo della bomba atomica» come afferma il narratore, l'attore Reed Hadley. Il film è stato distribuito solo una settimana dopo la resa formale del Giappone e durante la sua realizzazione, né gli attori né Hathaway erano a conoscenza dell'esistenza della bomba e del fatto che sarebbe stata inserita come elemento nella trama (nel film non viene mai menzionata). Tuttavia il produttore Louis De Rochemont, che con il fratello Richard aveva creato negli anni trenta la serie di documentari The March of Time, era stato coinvolto nella produzione di film governativi sullo sviluppo della bomba e Reed Hadley era stato presente al test Trinity del luglio 1945. Dopo il bombardamento di Hiroshima, Hadley e lo sceneggiatore John Monks Jr. scrissero in fretta alcune descrizioni aggiuntive per la voce fuori campo, che collegavano il "Processo 97" alla bomba atomica, e Rochemont riuscì a inserirle nel film appena in tempo.
La scena in cui un uomo viene ucciso da un'auto si basa su un incidente realmente avvenuto a Times Square il 18 marzo 1941, in cui rimase coinvolto tale Julio Lopez Lido. In realtà si trattava dell'ufficiale nazista Ulrich von der Osten dell'Abwehr, l'intelligence militare, che venne travolto e ucciso da un taxi. L'uomo che raccolse la sua valigetta e fuggì dal luogo dell'incidente era Kurt Frederick Ludwig, noto come "Joe K", un agente tedesco poi catturato e condannato.

## Produzione
Fresco del successo di La barriera d'oro, Henry Hathaway era alla ricerca di un nuovo soggetto quando apprese dell'esistenza di una sceneggiatura ispirata all'anello spionistico di Duquesne e al suo annientamento da parte dell'FBI. Attraverso Molly Mandaville, assistente del produttore Darryl F. Zanuck, il regista ottenne una copia della sceneggiatura dello scrittore pulp Charles G. Booth, con il quale aveva già collaborato nel 1941 per Inferno nel deserto.

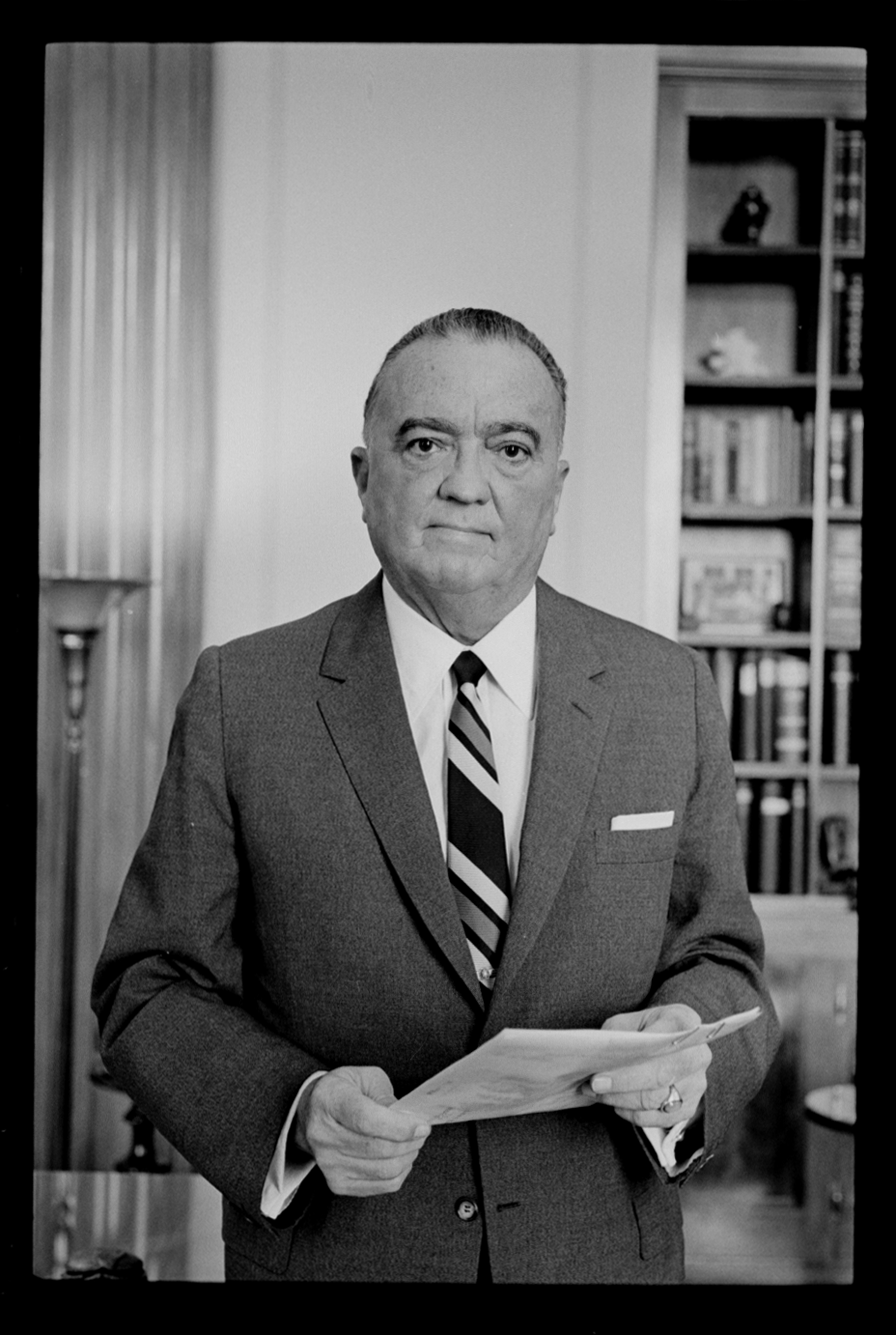
Il direttore dell'FBI, John Edgar Hoover

Il progetto di Zanuck era quello di far produrre il film a Louis de Rochemont, creatore dei popolari cinegiornali The March of Time, e girare in stile documentaristico, principalmente a New York, utilizzando attori sconosciuti, narrazione economica e luoghi reali. Sebbene avesse promesso il lavoro a Robert D. Webb, già aiuto regista di Henry King e con un passato nei documentari, Zanuck alla fine assegnò la regia a Hathaway e alzò il budget previsto a 400.000 dollari. Sentendo che il materiale era un po' "arido", Hathaway e lo sceneggiatore John Monks Jr. aggiunsero un maggior grado di interesse umano alla storia, incluso il colpo di scena finale.
Il direttore dell'FBI J. Edgar Hoover, che appare brevemente all'inizio del film, dette la sua approvazione per la produzione e secondo quanto riportato dal New York Times il 13 settembre 1945, chiese a uno dei suoi principali assistenti di supervisionare la lavorazione per assicurarne l'autenticità.
Le riprese iniziarono il 16 aprile 1945 e terminarono alla fine del mese di agosto. Il film fu girato principalmente a Washington e New York. La location che dà il titolo al film, la casa sulla 92ª strada, si trovava in realtà sulla East 93rd Street di New York, nell'Upper East Side ed era la residenza di un chirurgo plastico di Manhattan, in seguito demolita. Secondo Zanuck, il numero 92 "suonava meglio" del 93 e quello fu usato per il titolo.
Il film contiene sequenze con veri agenti federali al lavoro nella sede del Bureau, alcune girate nell'ambasciata tedesca e alcune al California Institute of Technology di Pasadena. Le scene di Amburgo furono prese da un filmato dal titolo City of Hamburg, che era in possesso dell'Office of Alien Property Custodian, ufficio del governo degli Stati Uniti che fungeva da custode delle proprietà degli stati nemici durante la prima e la seconda guerra mondiale.
Tra i titoli di lavorazione figuravano Now It Can Be Told, Private Line to Berchtesgaden e Hamburg Seven, Seven, Seven.

## Il cast

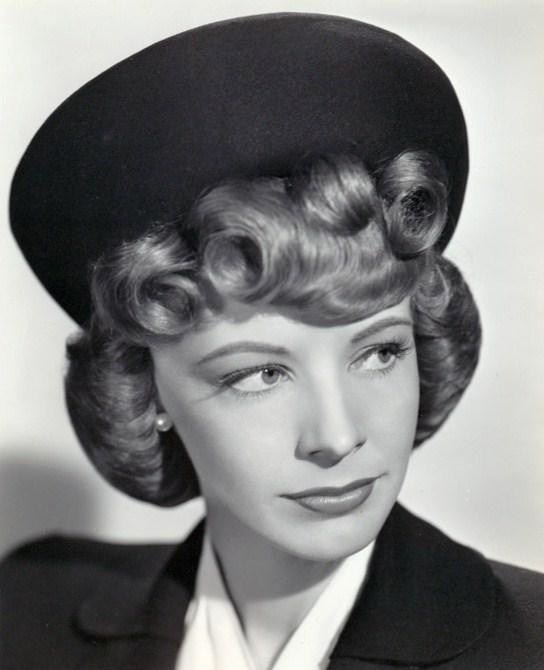
L'attrice di origine svedese Signe Hasso

Per i ruoli principali di Bill Dietrich e dell'Ispettore George A. Briggs furono scelti gli attori William Eythe e Lloyd Nolan. Quest'ultimo, che aveva già interpretato un agente dell'FBI in La pattuglia dei senza paura di William Keighley, nel 1948 tornò nel ruolo di Briggs nel film Strada senza nome, sempre diretto da Keighley. Prima che iniziassero le riprese, entrambi trascorsero una settimana alla FBI Academy di Quantico in Virginia, dove frequentarono corsi e si sottoposero ad un allenamento fisico di base.
Per la parte del colonnello Felix Strassen, interpretato da Alfred Zeisler (non accreditato), era stato inizialmente scelto l'attore di origine polacca Kurt Katch.
Il fantomatico Mr. Christopher, che nel film si rivela essere Elsa Gebhardt interpretata dall'attrice di origine svedese Signe Hasso, doveva essere originariamente interpretato da un uomo, che avrebbe dovuto fingere di essere una donna. Note di produzione del 9 gennaio 1945 riferiscono che Darryl F. Zanuck voleva che fosse «il meno sospettabile dal pubblico. Elsa dev'essere Christopher, un uomo che si finge una donna... Vogliamo un attore molto bravo in questa parte, forse qualcuno dal teatro, in modo che il pubblico penserà che sia una donna».
Il film segnò il debutto sul grande schermo degli attori E.G. Marshall, Vincent Gardenia e Paul Ford, nessuno dei quali risulta accreditato.

## Distribuzione
Negli Stati Uniti il film è stato proiettato a New York il 26 settembre 1945 e a Los Angeles il successivo 18 ottobre. In Italia è stato distribuito a partire dal 14 settembre 1946.

### Date di uscita
- USA (The House on 92nd Street) - 26 settembre 1945 (New York)
- Francia (La maison de la 92e rue) - 16 ottobre 1945
- USA (The House on 92nd Street) - 18 ottobre 1945 (Los Angeles)
- Svezia (Huset vid 92dra gatan) - 21 gennaio 1946
- Regno Unito (The House on 92nd Street) - 28 gennaio 1946
- Argentina (La casa de la calle 92) - 15 febbraio 1946
- Spagna (La casa de la calle 92) - 15 luglio 1946
- Finlandia (92. kadun talo) - 9 agosto 1946

- Italia (La casa della 92ª strada) - 14 settembre 1946
- Portogallo (A Casa da Rua 92) - 4 febbraio 1947
- Danimarca (Huset i 92. gade) - 29 agosto 1947
- Messico (La casa de la calle 92) - 29 giugno 1949
- Austria (Das Haus in der 92. Straße) - dicembre 1950
- Giappone (Gメン対間諜) - 17 marzo 1951
- Germania Ovest (Das Haus in der 92. Straße) - 26 giugno 1952

## Accoglienza
In un periodo in cui un incasso di 80.000 dollari nel primo weekend era considerato encomiabile, La casa della 92ª strada aprì con 125.000 dollari al Roxy Theatre di New York e recuperò i costi di produzione in tre settimane.

### Critica
Sul sito aggregatore di recensioni Rotten Tomatoes, il film ha un indice di gradimento del 50% sulla base di 6 recensioni professionali, con un voto medio di 6 su 10.
Alla sua uscita La casa della 92ª strada ha ottenuto recensioni positive da parte della critica. Sul New York Times, che lo ha incluso tra i 10 migliori film del 1945, Thomas M. Pryor ha definito il film «stimolante e pieno di suspense... raccontato in modo semplice e conciso». Nella sua recensione Pryor continuava: «Louis de Rochemont e Henry Hathaway hanno ottenuto una riuscita fusione tra tecniche documentaristiche e convenzionali, dimostrando così che anche il realismo può essere piacevole».
Lucia Bozzola di AllMovie lo ritiene «il primo grande thriller semi-documentaristico», ispiratore di film noir di fine anni quaranta quali Il 13 non risponde (1946) e Il bacio della morte (1947) dello stesso Hathaway e Boomerang - L'arma che uccide di Elia Kazan (1947): «Con un cast composto principalmente da caratteristi e attori teatrali piuttosto che da star del cinema glamour, Hathaway ha migliorato l'atmosfera da documentario con una narrazione oggettiva e esplicativa».

## Riconoscimenti
1946 - Premio Oscar
Oscar al miglior soggetto a Charles G. Booth
1946 - Edgar Allan Poe Awards
Honorary Scroll per il miglior film a Barré Lyndon, Charles G. Booth e John Monks Jr.

## Adattamenti radiofonici
Lo stesso anno della sua uscita e in quelli successivi, il film è stato oggetto di alcuni adattamenti radiofonici della durata di circa mezz'ora:
- il 12 ottobre 1945 nel programma This Is Your FBI, con William Eythe, Lloyd Nolan e Signe Hasso negli stessi ruoli interpretati nel film.[2]
- il 10 giugno 1946 nel programma The Screen Guild Theater, con Signe Hasso e Lloyd Nolan nello stesso ruolo del film e William Lundigan nella parte di Bill Dietrich.[1]
- il 3 maggio 1952 nel programma Stars in the Air, con Humphrey Bogart nella parte di Briggs, Keefe Brasselle in quello di Dietrich e Betty Lou Gerson in quello di Elsa Gebhardt.[10]